# Parascalops breweri
El topo de cola peluda o topo de Brewer (Parascalops breweri) es una especie de mamífero soricomorfo de la familia Talpidae propio de Norteamérica. Es el único miembro del género Parascalops. El nombre científico de la especie  (breweri) es en honor del naturalista estadounidense Thomas Mayo Brewer.

## Características
El topo de Brewer es de tamaño medio, unos 15 cm de longitud, incluyendo 3 cm de una larga cola, 55 g de peso. Tiene piel gris oscura con partes más claras, nariz puntiaguda y una cola corta peluda.  Las patas delanteras son anchas y espatuladas, especializadas en cavar. Posee 44 dientes. Sus ojos están cubiertos de piel y sus orejas no son externas. Las patas y hocico son rosados, pasando a blanco a la vejez.

## Hábitat y distribución
Se lo encuentra en áreas forestadas y abiertas, en suelos secos erosionados del sureste de Canadá y el noreste de Estados Unidos.

## Historia natural
Pasa buena parte de su tiempo bajo tierra en galerías superficiales en busca de insectos, sus larvas y lombrices. Emerge de noche para alimentarse. Es activo todo el año. Sus predadores incluyen lechuzas, zorros y serpientes.
Es principalmente solitario excepto durante el apareamiento, a principios de primavera. La hembra tiene una camada de 4 a 5 gazapos en una profunda madriguera subterránea. Pueden vivir 4 o 5 años.